# Silenos von Kaleakte
Silenos von Kaleakte (auch Kale Akte) war ein antiker griechischer Geschichtsschreiber. Er lebte im 3./2. Jahrhundert v. Chr.
Silenos stammte aus Kale Akte auf Sizilien. Er war wie Sosylos ein Begleiter Hannibals während dessen Feldzügen. Cornelius Nepos schreibt dazu:
Die Kriegstaten Hannibals haben viele aufgezeichnet, darunter aber zwei, die ihn auf seinen Kriegszügen begleiteten und mit ihm lebten, solange es das Schicksal zuließ, Silenos und der Lakedaimonier Sosylos.
Silenos verfasste zwei Geschichtswerke, Sikelika (also eine Geschichte Siziliens in mindestens vier Büchern) sowie ein zeitgeschichtliches Werk, von denen aber nur sehr wenige Fragmente erhalten sind. Das zeitgeschichtliche Werk diente eventuell als eine offizielle „Hannibalgeschichte“. In beiden Werken wurde vielleicht ein pro-karthagischer Standpunkt vertreten, was zu einem guten Teil die Kritik des Polybios an diversen „Hannibalhistorikern“ erklären mag, so namentlich an dem bereits erwähnten Sosylos und einem sonst unbekannten Chaireas. Zu diesen Geschichtsschreibern gehörte vermutlich ebenfalls Eumachos von Neapel, den Polybios jedoch ebenso wenig erwähnt wie Silenos. Das Werk des Silenos wurde auch von römischen Autoren herangezogen und diente Lucius Coelius Antipater als eine wichtige Quelle. Nach Ansicht Felix Jacobys war die Hannibalgeschichte des Silenos durchaus recht neutral verfasst und erfreute sich einiger Beliebtheit.
Silenos scheint göttlichen Vorzeichen, Träumen und sogar Ungeheuern einigen Platz eingeräumt zu haben. Er wird von Klaus Meister daher als typischer Vertreter der „hellenistischen Sensationshistorie“ bezeichnet; ob diese Charakterisierung zutrifft, erscheint aber fraglich, da die wenigen Fragmente keine endgültige Beurteilung erlauben.

## Textausgaben
- Die Fragmente der griechischen Historiker, Nr. 175.